# Corryocactus chachapoyensis
Corryocactus chachapoyensis es una especie de planta suculenta perteneciente al género Corryocactus, dentro de la familia Cactaceae. Es endémica de Perú.

## Descripción
Corryocactus chachapoyensis es una especie de cactus arbustivo que se ramifica fuertemente desde la base. Los tallos crecen de forma extendida, son de color verde y miden de 60 a 80 cm de largo y hasta 2 cm de diámetro. 
Presentan de 8 a 13 costillas, sobre las cuales se asientan las areolas. Éstas contienen espinas de color blanco-amarillentas, donde la única espina central es más larga y gruesa que el resto. 
Las flores son de color amarillo, miden de 2 a 4,5 cm de largo y tienen el mismo diámetro.

## Distribución y hábitat
El área de distribución nativa de esta especie es Perú y está muy extendida en la región amazónica peruana. Crece principalmente en biomas desérticos o de matorral seco, entre los 1650 y 2500 metros de altitud.

## Taxonomía
Copiapoa chachapoyensis fue descrita por los botánicos Carlos Ochoa Nieves, Curt Backeberg y David Richard Hunt, y publicada por primera vez en la revista científica Cactaceae Consensus Initiatives 7: 32 en el año 1999.

Etimología
- Corryocactus: nombre genérico otorgado en honor a Thomas Avery Corry (1862-1942), quien como ingeniero de la compañía ferroviaria peruana Ferrocarril del Sur, ayudó a descubrir las plantas. De hecho, las primeras tres especies conocidas del género crecían cerca de la recién construida vía férrea. Además, la terminación cactus es un término latino que alude a las plantas del género Cactaceae.
- chachapoyensis: epíteto geográfico que hace referencia a la presencia de la especie cerca de la ciudad peruana de Chachapoyas.[4]

## Estado de conservación
En la Lista Roja de Especies Amenazadas de la UICN, la especie está clasificada como de “Preocupación Menor (LC)”.

## Usos
Se cultiva principalmente como planta ornamental y su propagación se realiza a través de esquejes o semillas.